# ايرو إيه 23
ايرو إيه 23 (بالإنجليزية: Aero A.23)‏ هي طائرة ركاب، ذات سطحين، تتسع لسبعة ركاب. أنتجت في 1920 بتشيكوسلوفاكيا. من صناعة ايرو فودوتشودي. كانت تستخدم بشكل أساسي من قبل الخطوط الجوية التشيكية. دخلت الخدمة في 1926، انتهت خدمتها في 1936. صنع منها 7 طائرات.